# Pfarrkirche Wildermieming

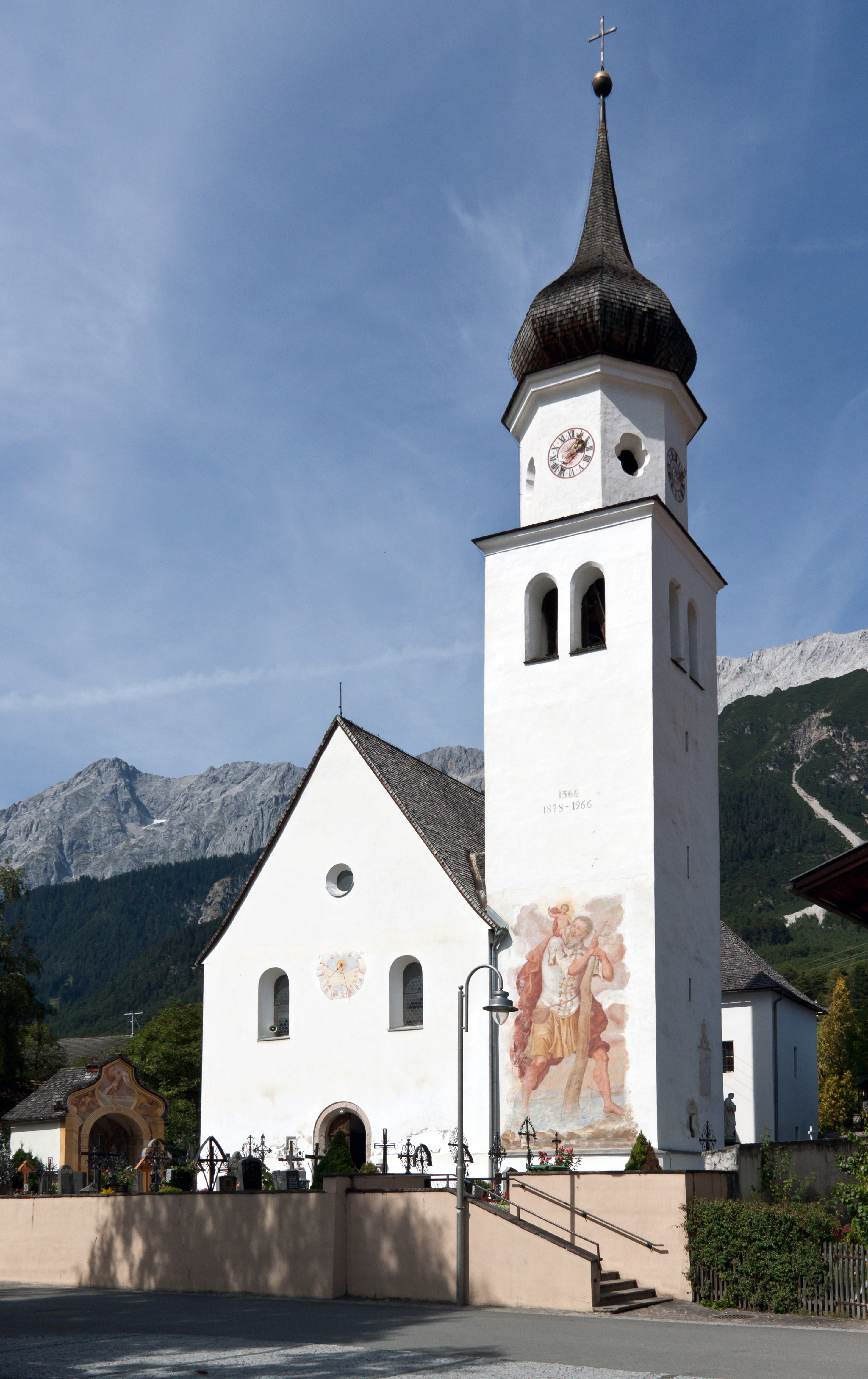
Kath. Pfarrkirche hl. Nikolaus in Wildermieming-Dorf

Die römisch-katholische Pfarrkirche Wildermieming steht im Ort Wildermieming-Dorf in der Gemeinde Wildermieming im Tiroler Bezirk Innsbruck-Land in Österreich.
Die Pfarrkirche hl. Nikolaus gehört zum Dekanat Silz in der Diözese Innsbruck. Die Kirche und der Friedhof stehen unter Denkmalschutz.

## Geschichte
Eine Kirche wurde 1352 urkundlich genannt. 1471 wurde ein geosteter Kirchenbau genannt. Der heutige genordete Bau wurde 1754 genannt und 1761 geweiht. Nach einem Brand (1876) erfolgte eine neuromanische Umgestaltung. Von 1962 bis 1966 war eine Restaurierung.

## Architektur
Kirchenäußeres
Die spätgotische Kirche mit einem mächtigen Ostturm ist von einem Friedhof umgeben. Der einfache Außenbau unter einem steilen Satteldach hat ein Langhaus und einen eingezogenen dreiseitig schließenden Chor mit einem umlaufenden Sockel. Im Osten ist eine Sakristei angebaut. Der Turm hat gekoppelte Schallfenster und über einem barocken achtseitigen Aufsatz eine geschweifte Haube nach einem Plan des örtlichen Bauingenieurs und Landwirtes Siegfried Mößmer (1966). Am Turm ist südlich ein Fresko Christophorus und östlich ein Freskenrest der fünften Kreuzwegstation aus der zweiten Hälfte des 18. Jahrhunderts. Die südliche Giebelfront hat Rundbogenfenster und im Giebel eine Oculus und zeigt eine gemalte Sonnenuhr mit 1795 bezeichnet.
Kircheninneres
Im Emporenjoch steht eine doppelte Empore auf Säulen. Das dreijochige Langhaus hat über pilastergegliederten Wandpfeilern ein flaches Stichkappengewölbe. Der Triumphbogen ist rundbogig. Der einjochige Chor schließt halbkreisförmig. Die Kirchenfenster sind rundbogig. Das Deckenfresko hl. Nikolaus als Retter in der Hungersnot im Langhaus malte Anton Franz Altmutter (1784). Das Deckenfresko Auferstehung Christi im Chor malte Franz Plattner (1886). Das Fresko hl. Nikolaus im vermauerten Fenster über der Sakristeitür malte Josef Randolf (1888).

## Ausstattung
Den klassizistischen Hochaltar als einfacher Säulenaufbau mit waagrechtem Gesims mit einem Aufsatz zwischen anbetenden Engeln und einer runden Nische baute der Bildhauer August Schärmer (um 1830). Anstelle eines Altarblattes trägt der Hochaltar eine barocke Holzfigur Madonna aus dem 17. Jahrhundert aus der Lettenkapelle hierher übertragen. Der Hochaltar trägt auf Konsolen Figuren, links Kassian, rechts Blasius, beide aus der zweiten Hälfte des 18. Jahrhunderts.
Über den Seitenaltarmensen sind auf Konsolen die Holzfiguren, links Nikolaus aus dem Ende des 18. Jahrhunderts, rechts eine Schutzengelgruppe von August Schärmer (um 1830). Es gibt zwei Schnitzfiguren Benedikt und Bernhard von Andreas Thamasch (nach 1695).
Die neubarocke Orgel baute Franz Weber (1877).